# Resident Evil 3: Nemesis
Resident Evil 3: Nemesis, i Japan känt som Biohazard 3: Last Escape (バイオハザード3　ラストエスケープ?), är det tredje spelet i Resident Evil-serien. Det släpptes ursprungligen till Playstation 1999 men har även konverterats till PC, Sega Dreamcast och Nintendo Gamecube.
Spelet fick mycket god kritik vid utgivning. 

## Handling
Spelet utspelar sig i Raccoon City två månader efter Resident Evil och dagen innan Resident Evil 2. Zombieivasionen har slagit ut större delen av staden. Spelets protagonist Jill Valentine, även en av huvudpersonerna i Resident Evil, är en av de få överlevande från militärpolisen S.T.A.R.S. Målet för spelaren och Jill är att ta sig ut ur staden levande.
Flera gånger under spelets gång stöter Jill på spelets antagonist Nemesis som spelet även är titulerat efter. Nemesis är ett av resultaten av Umbrellas forskning och förföljer Jill och andra S.T.A.R.S.-medlemmar för att döda dem, ett sätt för Umbrella röja de sista spåren som kan avslöja dem. Nemesis kan förfölja Jill genom rum och är ibland beväpnad. 

## Figurer
- Jill Valentine
- Carlos Oliviera
- Mikhail Victor
- Nicholai Ginovaef
- Brad Vickers
- Nemesis